# 察罕殿齐活佛
察罕殿齐活佛，清朝初年获达赖封为察罕第颜齐呼图克图，后获清朝赐给“土默特扎萨克达喇嘛察罕殿齐呼图克图之印”，中华人民共和国时期称为察罕殿齐活佛。驻锡瑞应寺。属于藏传佛教格鲁派。

## 沿革
清朝康熙八年（1669年），桑丹桑布主持兴建了瑞应寺。根据传说，康熙八年（1669年），他在哈达尔图山石洞内遇到康熙帝，二人商议了兴建瑞应寺之事，不久他获康熙帝赐号堪布喇嘛。康熙十五年（1676年），桑丹桑布率弟子三十多人赴西藏，拜见达赖和班禅。康熙十六年（1677年），他被达赖授予“察罕第颜齐呼图克图”称号，成为瑞应寺的始祖活佛。
第三世察罕殿齐活佛噶拉桑丹赞朋斯克从7岁觐见乾隆帝开始，一生共觐见清朝皇帝九次，赴西藏一次，获得“显神金法大清堪希呼图克图”封号。
经道光帝恩准，理藩院授予第四世察罕殿齐活佛罗布桑图布丹拉格一枚印章，印章上用满文、蒙古文、藏文刻有“tuimet-un iasag ta blam-a caqan tiian'ci quduqtu-iin' tamaq-a::tumet-i jasag da lama cagan diyanci kuituktu-i doron:: ”（“土默特扎萨克达喇嘛察罕殿齐呼图克图之印”） ，根据《阜新蒙古族自治县民族志》记载，授予时间是清朝道光四年（1824年）。
第六世察罕殿齐活佛耶希达日扎因不守教规，被贬为俗人。随后瑞应寺又找到另一位第六世察罕殿齐活佛森丕勒尼玛。森丕勒尼玛圆寂后，1997年第七世察罕殿齐活佛坐床。

## 历世察罕殿齐活佛
以下列出历世察罕殿齐活佛：
| 世数           | 生年   | 坐床年份 | 卒年   | 汉文姓名                   | 蒙古文姓名 |
| -------------- | ------ | -------- | ------ | -------------------------- | ---------- |
| 第一世         | 1633年 | ——       | 1720年 | 桑丹桑布                   |            |
| 第二世         | 1721年 | 1724年   | 1747年 | 察罕殿齐·阿旺罗布桑丹      |            |
| 第三世         | 1748年 | 1753年   | 1777年 | 察罕殿齐·噶拉桑丹赞朋斯克  |            |
| 第四世         | 1777年 | ？       | 1834年 | 察罕殿齐·罗布桑图布丹拉格  |            |
| 第五世         | 1837年 | 1843年   | 1895年 | 察罕殿齐·耶希图布丹        |            |
| 第六世（被贬） | ？     | ？       | 1947年 | 察罕殿齐·耶希达日扎        |            |
| 第六世         | ？     | 1933年   | 1942年 | 察罕殿齐·森丕勒尼玛        |            |
| 第七世         | 1979年 | 1997年   | 在世   | 察罕殿齐·洛桑·义希成来坚措 |            |